# 1737 год в науке
В 1737 году произошли различные научные и технологические события, некоторые из которых представлены ниже.

## События
- 28 мая — Джон Бевис, английский астроном, наблюдал впервые рассчитанное им затмение Венерой Меркурия.
- Императрица Анна Иоанновна учредила Комиссию о строении Санкт-Петербурга и Москвы занявшуюся разработкой генеральных планов городов.

## Родились
- 27 апреля — Эдуард Гиббон, английский историк, автор величайшего исторического труда на английском языке — «Истории упадка и разрушения Римской империи».
- 9 сентября — Луиджи Гальвани, анатом и физиолог, один из основателей учения об электричестве, основоположник электрофизиологии.

## Скончались
- 18 апреля — Абраам Кретаци, армянский религиозный деятель и историк.
- 10 июля — Джузеппе Лоренцо Мария Казареджи, итальянский юрист.
- 18 октября — Франсуа Катру, иезуит, французский писатель, историк, переводчик.